# Ester Cosani
Rita Cosani Sologuren (Arica, 24 de dezembro de 1914 — Concepción, março de 2001) foi uma escritora e ilustradora chilena, que utilizando o pseudônimo de Ester Cosani, foi uma das precursoras da literatura infantil no Chile, por meio de suas primeiras obras, que foram publicadas em fins da década de 1930 e inícios dos anos 1940. Por sua vez, seu desempenho como desenhista começou na revista "O Colegial". Mais tarde participou na ata de constituição da "Aliança de Desenhistas do Chile", a qual foi firmada em 1941, junto às ilustradoras Carmen Eysaud, Elizabeth Wilkens e Elena Poirier. Em 1951 ganhou o "Prêmio da Direção do Teatro Nacional", por sua obra "A casa dos ratos".  Manteve ainda um programa de rádio dedicado aos meninos, chamado "A caixinha de música".

## Obra
Cronologia de publicações
| Ano  | Título                                                       |
| 1938 | «Leyendas de la vieja casa» (Lendas da velha casa)           |
|      | «Leyenda de la quena» (Lendas da flauta)                     |
| 1939 | «Para saber y contar» (Para saber e contar)                  |
| 1942 | «Las desventuras de Andrajo» (As Desventuras de um trapo)    |
| 1943 | «Cuentos a Pelusa» (Contos a Pelusa)                         |
|      | «La casa de las ratas» (A Casa dos ratos)                    |
| 1957 | «Cuentos a Beatriz» (Contos a Beatriz)                       |
|      | «Una historia de ángeles» (Uma história de anjos)            |
| 1994 | «Rimas»                                                      |
| 1995 | «Cuentos de Tocorí de la Sierra» (Contos de Tocorí da Serra) |